# Três Testemunhas

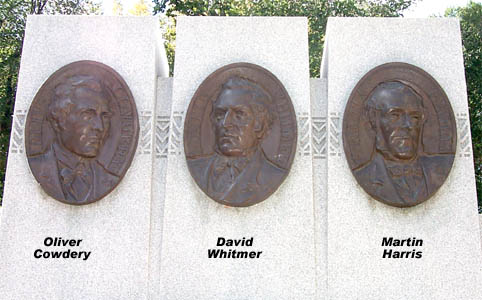
Monumento dedicado às três testemunhas em Salt Lake City

As três testemunhas do Livro de Mórmon foram, na crença dos Santos dos Últimos Dias, o primeiro conjunto de pessoas convidadas por Joseph Smith Jr para que vissem as placas de ouro mostradas a ele pelo anjo Morôni, para que assim fossem testemunhas especiais da veracidade e divindade do Livro de Mórmon.
Nelas estariam escritas as narrações e registros da comunicação de Deus com os antigos habitantes das Américas e a plenitude do evangelho eterno. Mais tarde este registro nas placas seria traduzido por Joseph Smith Jr pelo dom e poder de Deus, dando origem ao Livro de Mórmon.
As três testemunhas foram Oliver Cowdery, David Whitmer e Martin Harris.
Desde a edição de 1830 do Livro de Mórmon, este é o testemunho que serve de introdução ao livro:
Depoimento das Três testemunhas do Livro de Mórmon
Saibam todas as nações, tribos, línguas e povos a quem esta obra chegar, que nós, pela graça de Deus, o Pai, e de nosso Senhor Jesus Cristo, vimos as placas que contêm este registro, que é um registro do povo de Néfi e também dos lamanitas, seus irmãos, e também do povo de Jarede, que veio da torre da qual se tem falado. E sabemos também que foram traduzidas pelo dom e poder de Deus, porque assim nos foi declarado por sua voz; sabemos, portanto, com certeza, que a obra é verdadeira. E também testificamos que vimos as gravações feitas nas placas; e que elas nos foram mostradas pelo poder de Deus e não do homem. E declaramos solenemente que um anjo de Deus desceu dos céus, trouxe-as e colocou-as diante de nossos olhos, de maneira que vimos as placas e as gravações nelas feitas e sabemos que é pela graça de Deus, o Pai, e de nosso Senhor Jesus Cristo que vimos e testificamos que estas coisas são verdadeiras. E isto é maravilhoso aos nossos olhos. E a voz do Senhor ordenou-nos que prestássemos testemunho disto; portanto, para obedecer aos mandamentos de Deus, prestamos testemunho destas coisas. E sabemos que, se formos fiéis a Cristo, livraremos nossas vestes do sangue de todos os homens e seremos declarados sem mancha diante do tribunal de Cristo e habitaremos eternamente com ele nos céus. E honra seja ao Pai e ao Filho e ao Espírito Santo, que são um Deus. Amém.
- Oliver Cowdery
- David Whitmer
- Martin Harris

O segundo conjunto de pessoas que testemunharam do Livro de Mórmon são conhecidos como "As oito testemunhas".